# Hatı Çırpan
Hatı Çırpan (antes Satı Kadın) (Kahramankazan, Imperio otomano, 1890 - Ankara, 21 de marzo de 1956) fue una campesina y política turca, una de las primeras mujeres políticas en este país. Fue muhtar de Kahramankazan. En las elecciones generales de 1935  obtuvo un escaño en la Gran Asamblea Nacional de Turquía. Estuvo en el parlamento hasta 1939. Es conocida como "la primera diputada campesina".

## Biografía
Nació en Kazan, actualmente Kahramankazan. Se había casado con un soldado que resultó herido durante la Guerra de los Balcanes y era madre de seis hijos. Luchó en la Guerra de Independencia de Turquía y trabajaba como agricultora. En octubre de 1933, después de que en 1930 se reconociera el derecho a las mujeres de elegir y ser elegidas, ganó las elecciones para ser la muhtar (jefa de la aldea) de Kazán. Su padre también había sido muhtar.  En 1934 era la muhtar (jefa de la aldea) de Kazán cuando conoció al presidente Mustafa Kemal Atatürk durante una excursión que éste realizó a la ciudad. Entablaron una conversación y Atatürk valoró su inteligencia y logros. Según la historiadora Afet İnan, Atatürk dijo después de conocerla: «Este es el tipo de mujer que puede prosperar como miembro del parlamento».  Satı Kadın ganó las elecciones generales de 1935 con el apoyo de Atatürk. El 8 de febrero de 1935 ocupó un escaño por Ankara en la Gran Asamblea Nacional de Turquía. Según una entrevista realizada por su candidatura, su primera intención era trabajar en la ley de divorcio para luchar contra la pobreza de las mujeres y sus hijos.
    

Más tarde, cambió su nombre a Hatı por consejo de Atatürk, quien estaba interesado en la civilización de los hatianos y porque su nombre original, Satı, significaba "venta" o "compra" en turco. Adoptó el apellido de Çırpan después de que la Ley de apellidos de 1934 exigiera que todos los ciudadanos turcos tuvieran un apellido. Tras completar su mandato como diputada en 1939, Sati Kadin regresó a Kazan. Murió el 21 de marzo de 1956. Se construyó en mausoleo en Kahramankazan y se restauró su casa y fue convertida en museo. También llevan su nombre un barrio y un parque de la ciudad.    

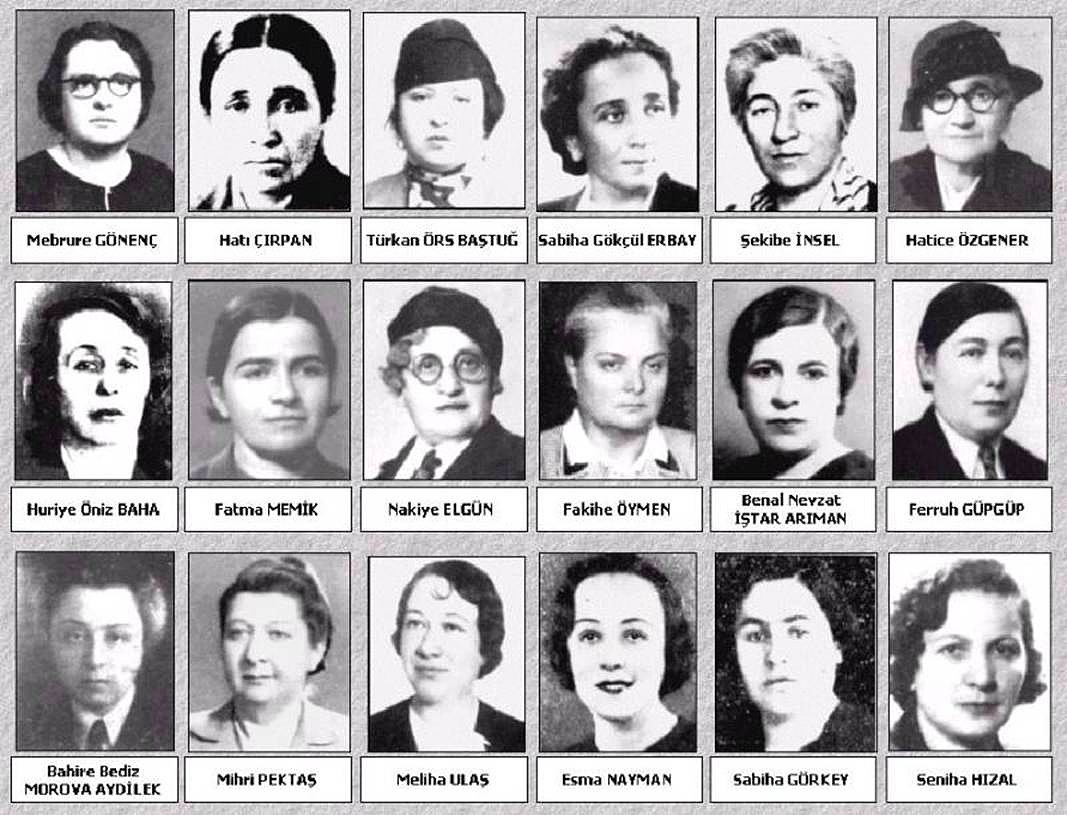
Dieciocho mujeres parlamentarias se unieron a la Gran Asamblea Nacional de Turquía en 1935.
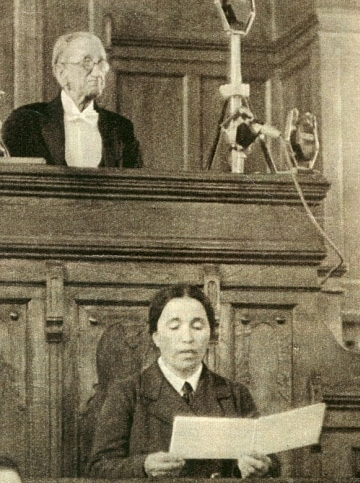
Hatı Çırpan en la tribuna de la Gran Asamblea Nacional de Turquía.